# شیپوری
شیپوری (نام علمی: Arum) نام یک سرده از تیره گل‌شیپوریان است.